# Karboxylátové komplexy přechodných kovů

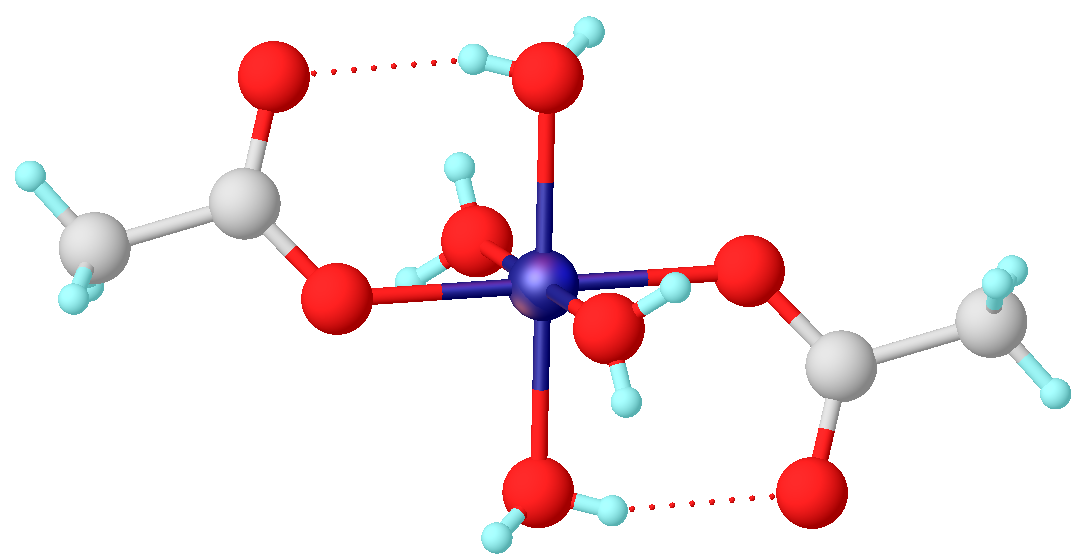
Struktura hydrátu octanu nikelnatého

Karboxylátové komplexy přechodných kovů jsou komplexy obsahující karboxylátové (RCOO−) ligandy. Některé mají praktické využití, jiné jsou především předměty akademického zájmu. Kovy se na karboxylátové ligandy mohou vázat mnoha různými způsoby, nejčastější jsou κ1- (O-monodentátní), κ2 (O,O-bidentátní), a můstky.

## Monokarboxyláty

### Struktura

Část struktury Co(OAc)_{2}(H_{2}O), mající můstkové ligandy navázané dvěma různými způsoby

Karboxyláty se na jednotlivé kovy mohou vázat jedním (κ1) nebo oběma atomy kyslíku (κ2). Karboxyláty typu κ1 jsou ligandy typu X, podobají se tedy pseudohalogenidům. Bidentátní karboxyláty (κ2) jsou ligandy typu L-X, připomínají spojení Lewisovy zásady (L) a pseudohalogenidu (X). Podle teorie HSAB jsou karboxyláty tvrdými ligandy.

Struktury
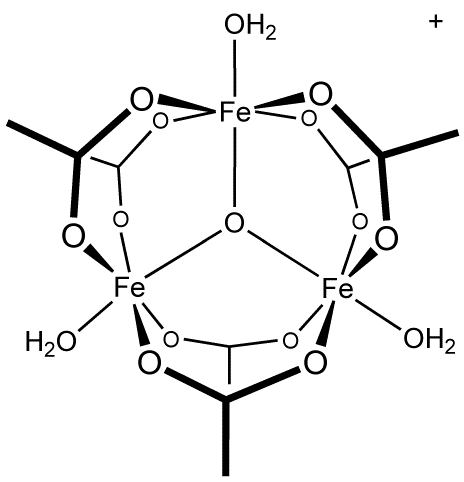
Zásaditý octan železitý
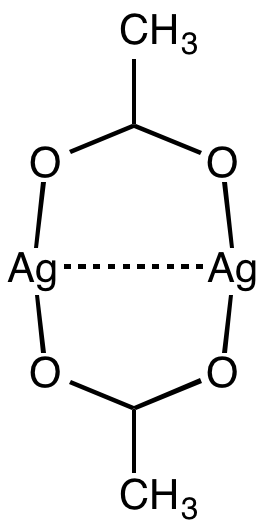
Octan stříbrný
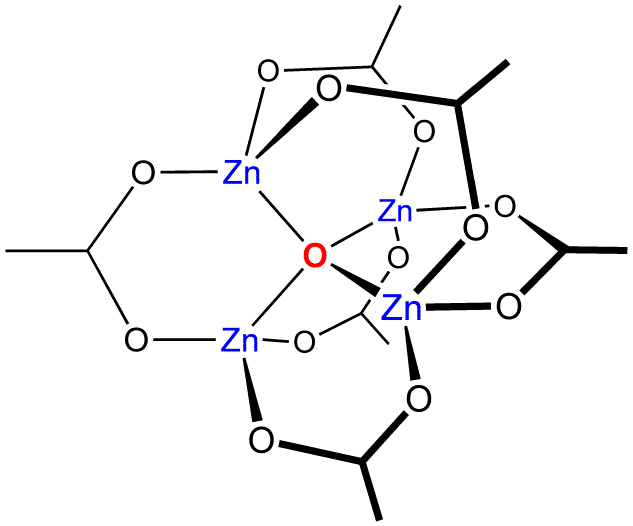
Zásaditý octan zinečnatý
Octan molybdenatý, obsahující čtvernou vazbu mezi atomy Mo[1]
[CoO(ac)]4, Dasův kuban

Jako vzor jednoduchých karboxylátových komplexů lze použít octany; většina octanů přechodných kovů obsahuje více různých ligandů, příkladem může být tetrahydrát octanu nikelnatého, Ni(O2CCH3)2(H2O)4, který má vnitromolekulární vodíkové vazby mezi protony aqua ligandů a nekoordinovanými kyslíky. K těmto komplexům patří také zásadité octany, [M3O(OAc)6(H2O)3]n+.

### Homoleptické komplexy
Homoleptické karboxylátové komplexy jsou obvykle, ale ne vždy, koordinačními polymery.
K molekulovým monokarboxylátům patří mimo jiné octan stříbrný, Ag2(OAc)2. 
- Molekulové diacetáty se vyskytují častěji, příklady mohou být tetraoctany dikovů, jako octan rhodnatý, octan měďnatý,  octan molybdenatý, a octan chromnatý. Octan platnatý a octan palladnatý obsahují jádra o složení Pt4/Pd3, což je následek toho, že octanové ligandy stabilizují struktury s více atomy kovů.
- Jednojadernými trikarboxyláty jsou například deriváty kyseliny adamantan-1-karboxylové, odpovídající vzorci [M(O2CC10H11)4]− (M = Co, Ni, Zn).[4]

### Reakce a použití
Pokusy o přípravu některých karboxylátových komplexů vedly, zejména u silně elektrofilních kovů, k oxosloučeninám. Vznikaly tak například oxoacetáty Fe3+, Mn3+, a Cr3+.
Karboxyláty kovů, nejčastěji ethylhexanoáty Katalyzují zpravidla oxidační reakce.

## Příprava a výroba
Karboxylátové komplexy se dají připravit mnoha způsoby. Při použití již vytvořených karboxylových kyselin jde o:
neutralizace: LnMOR' + RCOOH → LnMOOCR  + R'OH
protonolýza: LnMalkyl + RCOOH → LnMOOCR  + alkan
oxidační adice: LnM + RCOOH → Ln(H)MOOCR
Také lze, pomocí podvojné záměny, přeměnit jeden karboxylát v jiný:
LnMCl + RCOONa → LnMOOCR + NaCl
Karoxyláty je možné vytvořit rovněž karbonacemi alkylů kovů (které jsou velmi silnými zásadami):
LnMR + CO2 → LnMOOCR

## Reakce
Častými reakcemi karboxylátů jsou jejich nahrazování zásaditějšími ligandy. Obzvláště náchylné jsou k protonolýzám, které se tak často používají k nahrazování karboxylových kyselin; takto lze například připravit oktachlorodimolybdenatan draselný z octanu molybdenatého:
Mo2(OOCCH3)4 + 8 HCl → [Mo2Cl8]2− + 4 CH3COOH
Octany elektrofilních kovů lze použít jako zásady při soustředěných metalacích-deprotonacích.
Pyrolýzou karboxylátu vzniká acylanhydrid a oxid kovu. Touto reakcí vzniká například zásaditý octan zinečnatý z bezvodé soli.
Některé monodentátní karboxyláty je možné O-alkylovat silnými alkylačními činidly za vzniku esterů.

## Di- a polykarboxyláty

### Benzendi- a trikarboxyláty
Kovoorganické kostry, pórovité trojrozměrné koordinační polymery, se často připravují z karboxylátů. Shluky karboxylátů bývají propojeny konjugovanými zásadami benzendikarboxylových a benzentrikarboxylových kyselin.

### Aminopolykarboxyláty

Komplex kovu s aniontem kyseliny ethylendiamintetraoctové
Bis(iminodiacetát) železitý
Aktivní místo hemerythrinu, železnatého karboxylátu sloužícího jako přenašeč kyslíku

Významnou skupinou karboxylátů jsou aminopolykarboxyláty, odvozené od polykarboxylových aminokyselin, jako například EDTA4−; podobnou skupinou jsou aminokyselinové komplexy. Dvě aminokyseliny, kyselina glutamová a kyselina asparagová, mají karboxylátové postranní řetězce, které mohou sloužit jako ligandy pro železo v nehemových Fe-proteinech, jako například hemerythrinu.